# Ágoston-rend
Az Ágoston-rend  a Szent Ágostonról nevezett (de nem általa alapított) szerzetestársulatok közös neve. Minden olyan római katolikus férfi és női szerzetesrendre utal, amelyek Szent Ágoston szabályai szerint élnek. 
Két fő águk van:
- Szent Ágoston Rend (latinul: Ordo Fratrum S. Augustin, rövidítésük: OSA). A katolikus egyház egy koldulórendje. 1244-ben alapították a toszkánai régió több remetecsoportjának összefogásával, akik Szent Ágoston reguláját követték. Általános nevén Ágoston-rendiek, történelmileg pedig Szent Ágoston Remetéi (Ordo eremitarum sancti Augustini ; rövidítve: OESA) vagy Ágoston-rendi remeték néven ismertek.

- Szent Ágoston Reguláris Kanonokrendje [CRSA, Canonici Regulares Sancti Augustini]; Ágostonrendi kanonokok (Canonici regulares s. Augustini). Több katolikus rend konföderációja, amelyek Szent Ágoston reguláját követik. Legnagyobb részük pap, akiknek feladata az ünnepélyesebb liturgikus feladatok ellátása és a plébániákon a lelkipásztori gondozás. Szent Ágoston kanonokjai a reguláris kanonokokhoz tartoznak. A 11. századból erednek, Ágoston szabálya szerint élő kanonokrendek. A 12. és 14. században a teológia terén kifejtett működésükkel tettek szert jelentőségre.[3]

Vannak még a 19. században létrehozott anglikán ágostonos rendek, amelyeknek csak női tagjai vannak. 

## Férfirendek
Az ágostonos férfirendek; kiemelve a két fő ágː
| rövid.   | hiv. név                                              | köznév                  | latin név                                    |
| -------- | ----------------------------------------------------- | ----------------------- | -------------------------------------------- |
| A.A.     | Mária Mennybevételéről Nevezett Ágostonos Kongregáció | asszumpcionisták        | Congregatio Augustinianorum ab Assumptione   |
| C.R.S.A. | Szent Ágoston Reguláris Kanonokrendje                 | ágostonos kanonokok     | Ordo Canonicorum Regularium Sancti Augustini |
| O.A.D.   | Sarutlan Ágoston-rend                                 | sarutlan ágostonosok    | Ordo Augustiniensium Discalceatorum          |
| O.A.R.   | Ágoston-rendi Recollectusok                           | ágostonos rekollektusok | Ordo Augustinianorum Recollectorum           |
| O.E.S.A. | Szent Ágoston Remetéi                                 | ágostonos remeték       | Ordo Eremitarum Sancti Augustini             |
| O.S.A.   | Szent Ágoston Rendje                                  | ágostonosok             | Ordo Fratum Sancti Augustini                 |

## Történet

### Előzmények
A nyugati szerzetesség egy jelentős ága, amely Szent Ágostonnak, az algériai Hippó püspökének – az egyháziak erkölcseiről tartott beszédeivel és a hippói apácákhoz írt 109. levelével – írt szabályzatát követték. Ágoston megtérését és pappá szentelését követően Hippóban olyan papi közösséget állított föl, amelynek tagjai lemondtak saját tulajdonukról és életüket közösen élték. Ennek a közösségi életnek a középpontjában az evangéliumi eszme megvalósítása és terjesztése állt. Vagyis a közösségi életet összekapcsolták a lelkipásztori tevékenységgel.
Szent Ágoston kezdeményezése követőkre talált, de a bencés szerzetesség egyeduralkodóvá válása miatt háttérbe szorult. Az első püspök, aki Szent Ágoston szellemében szabályozta papjai életét a 8. században élt Szent Chrodegang metzi püspök volt. De az ő papjai nem szerzetesek, hanem világi papok voltak és működésük a kanonoki intézmény meghonosodásához vezettek. Megteremtette papjai számára az ima-, asztal- és házközösséget. E világi káptalanok egy része a 11. században szerzetességbe hajlott át. A már korábban említett női rend számára készült ágostoni szabályzat szerint szervezték életüket, szerzetesi fogadalmat is tettek. Így jött létre az Ágoston-rendű vagy karinges kanonokok, a szabályozott kánoni életet élő papok rendje.

### Rendalapítás
Itáliában és Európa-szerte számos remete- és szerzetes csoport élt Ágoston regulája szerint.
Az Ágoston-rend 1244-ben született meg, amikor IV. Ince pápa a különféle remeteközösségeket és csoportokat egyetlen rendbe egyesítette.
Jogi formájában azonban csak 1256-ban jött létre. IV. Sándor pápa kívánságára az ágostonos szellemű szerzetesek egy Firenzében megrendezett káptalanon elhatározták, hogy közös szabályzattal egyetlen rendben egyesülnek, s alapítójuknak Szent Ágostont ismerik el. A pápa, Licet Ecclesiae kezdetű bullájával erősítette meg az új rendet.
Ugyanez évben (1256) a rendet koldulórendnek nyilvánították.

### Középkori virágzás
Az Ágoston-rend gyors virágzásnak indult, a 13. század végére Európa 2000 kolostorában, több mint 30 ezer Ágoston-rendi szerzetes élt.
1256 óta a rend tartományokra oszlott. A tartományok mellett 1387-től különböző kongregációkba is tömörültek.
A 14. század folyamán felmerült reformtörekvésekben alakult ki a spanyol sarutlan Ágoston-rendiek iránya, szigorú szabályokkal. Az ágostonos remeték a pápai udvarban is előkelő hivatalokat töltöttek be.
Magyarországon a középkorban (1270-től) számos villermita (ágostonos) remete-kolostor volt (Nagysáros, Esztergom, Pozsony, Pápoc, Gyulafehérvár stb.); ezek a mohácsi vész és a reformáció után többnyire megszűntek.

### Újkor
1512-ben II. Gyula pápa a rend tagjainak négy csoportját különböztette meg:
- fráterek (férfi szerzetesek)
- monachák (apácák)
- harmadrendiek
- Szt. Ágoston Társasága

A rendhez tartozott Luther Márton is. A reformációig sok ezer tagjuk volt, de akkor sok tagot veszítettek.
A 17. század végén ismét megtelepedtek Magyarországon (Léka, Pécs, Buda), de II. József az 1785-ös rendeletével teljesen megsemmisítette a koldusrendeket.

### Modern kor
A rend egyik amerikai tagja, Prevost 2025-ben XIV. Leó néven lett pápa.

#### Létszámuk
- 1971-ben a rendtagok száma 4180 fő volt [4]
- 1989-es adatok szerint az Ágoston-rendnek 3300 pap és testvér tagja volt, az öt világrész 40 országában
- 1995-ben 2975 rendtag volt [4]
- a 21. században kb. 2800 rendtag van [8]

## Magyarországon
Magyarországon az ágostonos kanonokoknak négy rendje vert gyökeret: a karinges kanonokok (superpelliciati), a stefaniták, a Szent Sír-kanonokrend és az antoniták rendje.
Az ágostonosok magyarországi rendtartományát, röviddel a létrejöttük után, 1262-ben alapították. A tartományok élén a provinciális perjel állt, akit három évenként választottak meg. 1278-ban említik először a magyar tartomány perjelét, akiknek központi kolostora az esztergomi Szent Anna-rendház volt.
Vidéken kizárólag a fejlett, több központi funkcióval rendelkező, fontos utak, átkelők mellett fekvő településeket választották ki rendházaik székhelyéül. Kolostoraik létrejötte elsősorban a gazdag donátoroknak volt köszönhető. Sokan tanultak és tanítottak egyetemeken. 1338-tól a tartományoknak főiskolát kellett felállítaniuk. A török hódoltság előtti időkben kolostoraik száma már elérte a 25-30-at. A Vízivárosban állt budai konventjükről 1309-ből származik az első adat, Buda török kézre kerüléséig működött.
Magyarországi tevékenységüket «Memoria Provinciae Hungaricae Augustinianae antiquae» című, s 1778-ban Rosnák Márton OSA által kiadott munka tanúsítja.
Kolostoraikat II. József oszlatta fel, s visszaállításuk nem, vagy pedig csak rövid időre, és sikertelenül történt meg.
Ma az Ágoston-rendnek magyarországi tagja nincsen.

### Magyarországi egykori kolostoraik
- Németújvári perjelség, Németújvár
- Kanizsai rezidencia, Nagykanizsa – működése: 1713–1724
- Keresztelő Szent Jánosról nevezett perjelség, Bártfa
- Keresztelő Szent Jánosról nevezett perjelség, Kaza
- Körmendi perjelség, Körmend
- Myrai Szt. Miklós és tolentini Szt. Miklósról nevezett perjelség, Léka
- Pécsi perjelség, Pécs – működése: ? –1526; 1713–1782
- Saári perjelség, Saár
- Sárospataki perjelség, Sárospatak
- Szent Annáról nevezett perjelség, Esztergom – működése: 1270 előtt – ?
- Szent Erzsébetről nevezett perjelség, Komárom
- Szent Erzsébetről nevezett perjelség, Szepes
- Szent Erzsébetről nevezett perjelség, Szepesváralja
- Szent István első vértanúról nevezett perjelség, Buda – működése: XIV. század – 1541; 1709–1782
- Szent Mihályról cimzett perjelség, Székesfehérvár – működése: ?–1543
- Szent Miklósról nevezett perjelség, Eger – működése: 1456(?)–1595
- Szent Miklósról nevezett perjelség, Ercsi – működése: 1499–1526
- Szent Szaniszlóról nevezett perjelség, Sáros
- Szentlélekről nevezett perjelség, Harapkov – működése: 1334 előtt–1526
- Szűz Máriáról nevezett perjelség, Lövő – működése: 1360–1526
- Szűz Máriáról nevezett perjelség, Pápóc  – működése: 1360–1526

## Fordítás
- Ez a szócikk részben vagy egészben  az   Augustinians című angol Wikipédia-szócikk fordításán alapul.  Az eredeti cikk szerkesztőit annak laptörténete sorolja fel. Ez a jelzés csupán a megfogalmazás eredetét és a szerzői jogokat jelzi, nem szolgál a cikkben szereplő információk forrásmegjelöléseként.